# Расстрел в Мусиотице
Расстрел в Мусиотице также Холокост Мусиотицы (греч. Ολοκαύτωμα στη Μουσιωτίτσα) — военное преступление совершённое солдатами 1-й горнопехотной дивизии «Эдельвейс» Вермахта в июле 1943 года в оккупированной Греции.
На фоне других многочисленных аналогичных преступлений Вермахта в Греции совершённых следуя практике т. н. «многократного ответа» это преступление выделяется тем, что смерть одного единственного немецкого офицера стала поводом расстрела 153 жителей греческого села Мусиотица, из них 63 детей возрастом от 1 до 16 лет.

## Место события
Село Нижняя Мусиотица (Κάτω Μουσιωτίτσα) находилось в северо-западном греческом регионе Эпир и располагалось на высоте 550 метров над уровнем моря на восточном склоне горы Томарос, западнее реки Лурос. Село окружено пятью вершинами: Битера, Спитари, Пуризи, Калогерица и Катафи. Располагалось в 33 км южнее столицы Эпира, города Яннина и в 55 км к северу от города Арта.
Есть утверждения что село существовало с III века до нашей эры, но этимология его сегодняшнего имени не ясна. Однако окончание этого имени на «-ица» предполагает более позднее славянское влияние.

## Начало войны
Вторая мировая война началась для Греции 28 октября 1940 года, когда вторжению итальянской армии подверглись её северо-западные регионы Эпир и Западная Македония. Однако на этом этапе военные действия обошли Мусиотицу — через несколько дней греческая армия отразила вторжение и развила наступление на территории Албании.
Когда в апреле 1941 года на помощь итальянцам пришла Гитлеровская Германия и Греция оказалась разделённой на немецкую, итальянскую и болгарскую зоны оккупации, Мусиотица, как и весь Эпир, оказалась в итальянской зоне оккупации.
Хотя это горное село находилось в зоне растущего партизанского движения, значительных масштабных событий в жизни населения до июля 1943 года не произошло.
К тому же, до лета 1943 года, село находилось в зоне оккупации, по выражению историка Ясона Хандриноса, «относительно безобидных итальянцев»:48.

## Июль 1943 года
Греция была одной из оккупированных европейских стран где партизанское движение приняло наибольший размах.
В июле 1943 года германское командование было вынуждено решать здесь одновременно несколько трудно совместимых задач.
На всём протяжении войны греческое движение сопротивления сковывало 10 немецких дивизий в континентальной Греции (140 тыс. человек) плюс немецкие силы на Крите и других островах, а также 250 тыс. итальянцев (11-я армия (Италия)).
Необходимость освобождения боевых частей для отправки на Восточный и другие фронты вынудила германское командование предоставить возможность своим болгарским союзникам расширить зону оккупации на греческие регионы Центральная Македония и Западная Македония.
Однако эта попытка была сорвана всегреческой мобилизацией гражданского Освободительного Фронта (ЭАМ).
Не пытаясь более высвободить войска за счёт расширения болгарской зоны, германское командование было вынуждено перебросить в Грецию немецкие части из других европейских стран, в частности из Польши.
Германское командование пыталось также частично решить проблему за счёт переброски в Грецию частей из немецких штрафников (Штрафная дивизия 999), а также «иностранных» соединений — такие, как батальон особого назначения «Бергманн», Арабский легион «Свободная Арабия» и других.
Одновременно и в ходе операции «Кивото́с» (Ковчег), проведенной по просьбе союзного командования, греческие партизаны развили бурную деятельность в течение 3-х недель до высадки союзников в Сицилии в июле, в результате чего германское и итальянское командование, ожидая высадку в Греции, перебросило сюда с других фронтов дополнительные боевые части, включая элитные.
В числе последних была и горнострелковая дивизия «Эдельвейс»

## «Эдельвейс»
Выведенная с Кавказа весной 1943 года и почти сразу по прибытии в Грецию в июле 1943 года, в ходе карательных операций против греческих партизан, горнострелковая дивизия «Эдельвейс» сожгла сёла Кали Вриси, Мази, Айдонохори, Василико, Кефаловрисо на греко-албанской границе и завершила свою первую серию зверств на греческой территории расстрелом 153 жителей и сожжением села Муссиотица недалеко от города Янина:48, а также и в тот же день ещё 69 человек в трёх соседних сёлах.
До того зверства оккупантов подобного масштаба на территории Греции познали только жители Крита, Восточной Македонии (зверства болгарской армии), региона Серр и Месовуно региона Козани.
Историк Мария Сабатаки, прослеживая за идеологической обработкой немецких солдат, отмечает что система просвещения в довоенной Германии культивировала преклонение перед Древней Грецией. Однако нацистская пропаганда в оккупационных войсках, дабы обойти этот момент, культивировала тезис, что да, греки — «наследники славного прошлого» и что они «не то же самое, что ненавистные сербы», но что и они «были заражены, в силу своих многовековых контактов с славянами»:20. В свою очередь этот тезис был отголоском отвергнутой ещё в XIX веке теории австрийца Фальмерайера о славянской составляющей происхождения современных греков, которая использовалась Национал-социалистической пропагандой в оккупированной Осью Греции (1941—1944) во время Второй мировой войны; получившие классическое образование нацистские офицеры, использовали её как оправдание при совершении ряд а зверств против греческого населения. Это облегчало и выполнение приказа маршала Кейтеля от декабре 1942 года, в котором маршал писал «то что здесь решается, является бо́льшим, нежели борьба за выживание. Это столкновение не имеет ничего общего с военной честью и решениями Женевких соглашений»:22.

## Преступление в Мусиотице
Поводом/предлогом для сожжения села и убийством его жителей стал незначительный эпизод в близлежащей местности Зита (греч. Ζήτα), в ходе которого был убит немецкий офицер. Однако последующие события не вписываются даже в провозглашённые оккупационными властями в Греции «ответные многократные меры».
25 июля село было окружено с четырёх сторон частями дивизии «Эдельвейс». Одновременно село облетел немецкий самолёт, сбрасывая листовки с приказом жителям оставаться в своих домах.
Главная роль в исполнении карательной операции была отведена 12-й роте лейтенанта Вильбальда Райзера, который, согласно немецкому историку Герману Франку Майеру, имел нелестное прозвище «Нерон 12/98 полка».
Село было сожжено. Жители были выведены из села и расстреляны в поле у местности Спитари.
Среди убитых жителей было 4 младенца, 36 детей возрастом от 2 до 7 лет, 23 детей возрастом от 8 до 16 лет и 13 женщин:115.
В общей сложности 153 человек.
Пулемёты расстрельной команды были настроены на высоту 50 и 30 см — чтобы никто не выжил.
Согласно располагаемой информации один из немецких пулемётчиков вступил в словесную перепалку со своим офицером и расстрелял свои боеприпасы в воздух.
В своём докладе командованию Райзер оправдывал свои действия тем что был обстрелян из одного дома. Майер не считает это оправданием, поскольку в своём большинстве были убиты дети и старики.

## В тот же день
В тот же день солдаты Эдельвейса расстреляли также в близлежащих сёлах
- Вулиста — 23 человек
- Пенте Пигадия — тремя группами из трёх разных сёл, в общей сложности 38 человек
- Скивани — 8 человек

Эту серию расстрелов возглавил подполковник (оберст-лейтенант) Йозеф Зальмингер (Через три недели, командуя 98-м полком дивизии, совершил резню в селе Коммено, где было убито 317 жителей. Подорвался на мине греческих партизан у города Арта в августе 1944 года).

## Герман Майер
Всего через 11 лет после завершения войны, власти Западной Германии воссоздали 1-ю горнопехотную дивизию «Эдельвейс» в качестве элитной дивизии вооружённых сил Германии под тем же номером и с той же эмблемой. В дивизию вступили офицеры бывшей гитлеровской дивизии и 1000 «ветеранов», принявших участие в зверствах на территории Греции и Сербии. Один из них, Вильгельм Тило, бывший штабистом полка и обвинённый в зверствах на территории Греции и Черногории, стал командиром дивизии и дослужился до звания генерал-лейтенанта.
Немецкий историк и публицист Герман Франк Майер, чей отец во время войны погиб в Греции, посвятил 25 лет своей жизни изучению преступлений Вермахта на территории Греции
Он изучил кровавую деятельность 1-й горнопехотной дивизии «Эдельвейс» летом 1943 года в Эпире и на острове Кефалиния, где дивизия отличилась в бойне итальянских солдат дивизии Акви. Исследования Майера основывались как на изучение документов из немецких и других архивов, так и на и на изучении событий на местах преступлений и интервью участников и свидетелей событий в Греции и других странах.
Книга Blutiges Edelweiss (Кровавый Эдельвейс) вышла на немецком в 2008 году. Последствием издания книги стало возобновление немецкой прокуратурой расследований преступлений Вермахта на территории Греции.

## Новая Мусиотица
После войны оставшиеся в живых жители Нижней Мусиотицы построили село Новая Мусиотица (Νέα Μουσιωτίτσα) которое расположено восточном подножии горы Томарос западнее реки Лурос, на дороге Арта — Яннина.
В память о 153 погибших односельчан в селе возведён памятник.
Каждый год совершается пробег в 3 км от места расстрела в Спитари до села.